# Stockholms Auktionsverk
Stockholms Auktionsverk wurde 1674 gegründet. Es ist das älteste Auktionshaus der Welt, das bis heute in Betrieb ist.
Das Auktionsverk wurde 1674 auf Initiative von Baron Claes Rålamb, dem damaligen Gouverneur von Stockholm, gegründet. Damit ist es das älteste noch heute aktive Auktionshaus der Welt. Tatsächlich hat Stockholms Auktionsverk bereits Objekte des Barock, Rokoko oder der Gustavianischen Ära verkauft, als diese Stile noch zeitgenössisch waren. Berühmte Namen tauchen im Laufe der Jahrhunderte auf der Liste der Kunden auf, wie König Karl XI., König Gustav III., der schwedische Nationaldichter und Komponist Carl Michael Bellman sowie die Autoren August Strindberg und Selma Lagerlöf.
Heute ist Stockholms Auktionsverk ein führender Marktplatz für Kunst, Kunsthandwerk und Antiquitäten aus verschiedenen Jahrhunderten und Epochen. Stockholms Auktionsverk hat Niederlassungen in Stockholm, Göteborg, Malmö und Helsingborg sowie in Finnland und Deutschland.
Internationale Vertretungen befinden sich in London, Paris, Nizza, New York City, Brüssel, Genf, Helsinki und Oslo. Das Netzwerk an internationalen Kontakten zu Kunden, Händlern und Sammlern ist groß und wächst stetig.
Stockholms Auktionsverk ist eine „Börse“ für schwedische und internationale Kunst, Antiquitäten und Design. Das Geschäft basiert auf Vertrauen, Wissen, Tradition und persönlichen Kontakten. Für die Auktionshäuser arbeiten hochqualifizierte Experten aus unterschiedlichen Fachgebieten, spezialisiert auf unterschiedliche Kulturen und historische Epochen von Kunst, Kunsthandwerk und Antiquitäten.